# Омоа (деревня)
Омоа (фр. Omo'a) — небольшая деревня и долина на юго-западе Фату-Хивы. Население — 247 жителей. Омоа является административным центром острова. Здесь располагается единственная протестантская церковь на острове. Долина имеет форму полумесяца, ограничивая с юга центральное плато Фату-Хивы. Именно в Омоа Тур Хейердал ступил на остров, однако жил он на востоке острова, в Уе.